# Punt d'accés sense fils

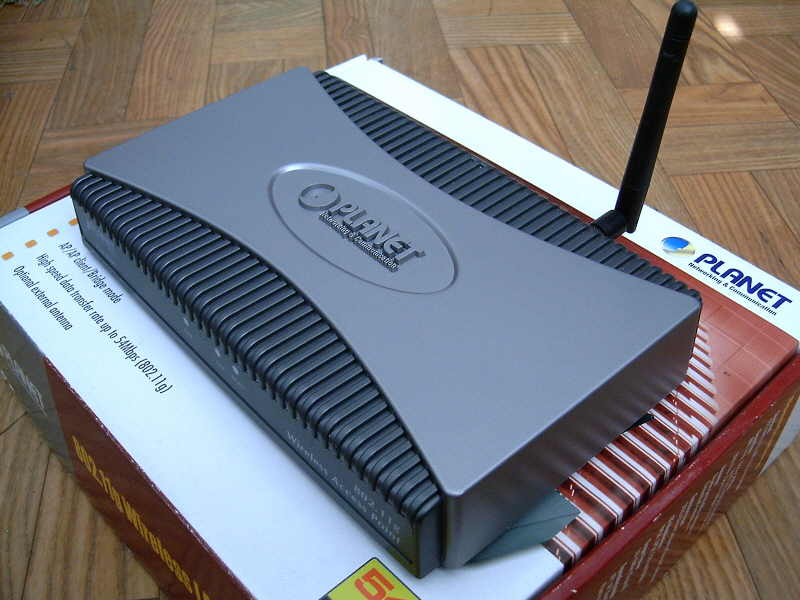
Punt d'accés sense fils

Un punt d'accés sense fils (WAP o AP per les seves sigles en anglès: wireless access point) en xarxes d'ordinadors és un dispositiu que interconnecta dispositius de comunicació sense fils per formar una xarxa sense fils. Normalment un WAP també pot connectar-se a una xarxa cablejada, i pot transmetre dades entre els dispositius connectats a la xarxa cable i els dispositius sense fils. Molts WAPs poden connectar-se entre si per a formar una xarxa encara major, permetent realitzar "roaming". D'altra banda, una xarxa on els dispositius client s'administren a si mateixos - sense la necessitat d'un punt d'accés - es converteixen en una xarxa ad-hoc. Els punts d'accés sense fils tenen adreces IP assignades, per a poder ser configurats.
Són els encarregats de crear la xarxa, estan sempre a l'espera de nous clients als quals donar serveis. El punt d'accés rep la informació, l'emmagatzema i la transmet entre la WLAN (Wireless LAN) i la LAN cablejada.
Un únic punt d'accés pot suportar un petit grup d'usuaris i pot funcionar en un rang d'almenys trenta metres i fins a diversos centenars. Aquest o la seva antena són normalment col·locats en alt però podria col·locar-se en qualsevol lloc en què s'obtingui la cobertura de ràdio desitjada.
L'usuari final accedeix a la xarxa WLAN a través d'adaptadors. Aquests proporcionen una interfície entre el sistema d'operació de xarxa del client (ENS: Network Operating System) i les ones, mitjançant una antena sense fils. Aquests punts d'accés no serveixen, ja que s'han quedat obsolets.